# Venturada
Venturada község Spanyolországban, Madrid tartományban. Venturada Guadalix de la Sierra, Cabanillas de la Sierra, Redueña és El Vellón községekkel határos. Lakosainak száma 2559 fő (2024).

## Népesség
A település népessége az utóbbi években az alábbiak szerint változott:
| Lakosok száma | 919  | 1118 | 1571 | 1682 | 1897 | 1968 | 2032 | 2163 | 2445 | 2559 |
|               | 2001 | 2004 | 2007 | 2009 | 2012 | 2014 | 2017 | 2019 | 2022 | 2024 |